# Lowell Mason
Lowell Mason (Medfield, 8 gennaio 1792 – Orange, 11 agosto 1872) è stato un organista e compositore statunitense, capostipite di una famiglia di musicisti.
Figura importante nella musica sacra americana del XIX secolo, Lowell compose oltre 1 600 inni, molti dei quali sono spesso suonati e cantati ancor oggi. La sua opera più nota include un arrangiamento di Joy to the World e la melodia Bethany, che crea il testo dell'inno Nearer, My God, to Thee. Mason ha anche musicato Mary Had A Little Lamb.
A lui è attribuito il merito di aver introdotto la musica nelle scuole pubbliche americane. È considerato, inoltre, il primo importante educatore musicale statunitense. È stato criticato, per aver contribuito all’estinguersi di gran parte della musica sacra tradizionale partecipativa che fiorì in America prima del suo tempo.

## Biografia
Mason nacque e crebbe a Medfield, Massachusetts, dove divenne il direttore musicale della Chiesa della First Parish (ora First Parish Unitarian Universalist) all'età di 17 anni. La sua residenza natale è stata salvata dallo sviluppo edilizio nel 2011, quando fu trasferita in un parco cittadino in Green Street a cura della fondazione Lowell Mason House, che vi ha creato un museo dedicato a Lowell Mason e un centro di educazione musicale.
Mason trascorse la prima parte della sua età adulta a Savannah, in Georgia, dove lavorò prima in una merceria, poi in una banca.  Aveva fortissimi interessi musicali amatoriali e studiò musica con l'insegnante tedesco Frederick L. Abel, iniziando così a scrivere la propria musica. Divenne anche un leader nella musica della Chiesa presbiteriana indipendente, dove prestò servizio come direttore del coro e organista. Sotto sua iniziativa, la sua chiesa creò la prima scuola domenicale per bambini neri in America, presso l'attuale Historic First Bryan Baptist Church a Savannah, GA.
Seguendo un preesistente modello britannico, Mason iniziò a comporre un inno le cui melodie venivano tratte dal lavoro di compositori classici europei come Haydn, Mozart e Beethoven. Mason ebbe grandi difficoltà a trovare un editore per quest'opera, che fu poi pubblicata nel 1822 dalla Handel and Haydn Society di Boston, una delle prime organizzazioni americane dedite alla musica classica. L'inno di Mason ebbe molto successo. Inizialmente lo aveva pubblicato in forma anonima, poiché riteneva che la sua carriera principale fosse quella di banchiere, e sperava così di non danneggiare le sue prospettive di carriera in banca. Nel 1827 Mason si trasferì a Boston, dove continuò per qualche tempo la sua carriera bancaria. Mason prestò servizio come direttore del coro e organista presso la Park Street Church dal 1829 al 1831, e poi divenne direttore musicale per tre chiese, a rotazione ogni sei mesi, inclusa la chiesa di Hanover Street il cui pastore era l'eminente abolizionista Lyman Beecher.
Mason divenne una figura importante sulla scena musicale di Boston: prestò servizio come presidente della Handel and Haydn Society, insegnò musica nelle scuole pubbliche, fu co-fondatore della Boston Academy of Music (1833). Nel 1838 fu nominato sovrintendente alla musica per il settore scolastico di Boston. Negli anni '30 dell'Ottocento, Mason mise in musica la nota filastrocca "Mary Had a Little Lamb". Nel 1845 i contrasti politici interni nel comitato scolastico di Boston portarono alla fine dei suoi servizi.
Nel 1851, all'età di 59 anni, Mason si ritirò dall'attività musicale di Boston e si trasferì a New York, dove i suoi figli, Daniel e Lowell Jr, avevano avviato un'attività musicale. Il 20 dicembre 1851 salpò per l'Europa. Durante il suo viaggio in Europa, nel 1852, sviluppò un grande interesse ed entusiasmo per il canto congregazionale, in particolare quello delle chiese tedesche, come la Nikolaikirche a Lipsia o la Kreuzkirche a Dresda.
Dopo il suo ritorno a New York, Mason accettò nel 1853 la posizione di direttore musicale per la Fifth Avenue Presbyterian Church. Aveva appena completato la costruzione di un nuovo edificio della chiesa sulla diciannovesima strada, e sciolse immediatamente coro e orchestra e installò un organo, scegliendo suo figlio William come organista. Durante il suo mandato, che durò fino al 1860, sviluppò il canto congregazionale, al punto che la chiesa era nota per avere il miglior canto congregazionale della città. Nel 1859 Mason, insieme a Edwards A. Parks e Austin Phelps, pubblicò il "Sabbath Hymn and Tune Book". Questa parte della sua carriera ha probabilmente avuto gli effetti più duraturi sulla musica sacra americana. Mason ha modificato il proprio punto di vista immaginando che le congregazioni della chiesa fossero riluttanti a cantare per promuovere il canto congregazionale, e ha eliminato tutti i musicisti professionisti salvo l'organista.
Nel 1860, Mason si ritirò nella sua tenuta a Orange, nel New Jersey, dove rimase attivo nella sua chiesa congregazionale. Ha continuato ad essere una figura importante e influente nel suo ambiente per il resto della sua vita.
Nel 1855, l'Università di New York conferì a Mason il titolo di dottore in musica, e fu la prima laurea in musica rilasciata da qualsiasi college americano.

## Valutazione
Gli editori del Grove Dictionary of Music and Musicians criticano Mason per la sua attenzione alla musica classica europea come modello per gli americani. D'altra parte, a Mason viene riconosciuto il merito di aver reso popolare la musica classica europea in una regione in cui veniva eseguita raramente. Fin dai suoi giorni, gli Stati Uniti fanno parte della regione globale in cui questa forma di musica viene coltivata e apprezzata.
Gli editori di New Grove ritengono che l'introduzione da parte di Mason di modelli europei per l'inno americano abbia soffocato una fiorente tradizione partecipativa nativa della musica sacra, che aveva già prodotto composizioni eccezionali di compositori come William Billings. All'inizio del XIX secolo, la musica delle note a forma fu usata come parte dell'evangelizzazione nel Secondo Grande Risveglio. Mason e i suoi colleghi (in particolare suo fratello Timothy Mason) hanno caratterizzato questa musica come materiale nascosto, "non scientifico" e indegno degli americani moderni. Hanno insegnato le loro opinioni attraverso una nuova forma di scuola di canto, istituita per sostituire le vecchie scuole di canto risalenti all'epoca coloniale.
Rispetto alle prime forme di musica sacra americana, la musica propagata da Mason e dai suoi colleghi sarebbe stata considerata da molti musicisti ritmicamente più omogenea e armonicamente meno potente. Sottolineando la linea del soprano, ha anche reso meno interessanti da cantare le altre parti corali. Infine, la nuova musica richiedeva generalmente il supporto di un organo, che era un'azienda di famiglia Mason.

James Keene affronta anche il cambiamento nella musica da chiesa che Mason ha guidato, proponendo l'idea che in una certa misura il lavoro di Mason ha tagliato le persone dalla loro musica:
Come spesso accade in America, i cosiddetti arbitri del buon gusto guardavano dall'altra parte dell'Atlantico in cerca dei loro modelli e disprezzavano ciò che era coltivato in casa. E tale fu la loro influenza, allora come oggi, che una popolazione incerta, in cerca di rispettabilità culturale, abbracciò la pratica comune della musica artistica europea. Chi ha studiato in Europa o nel modello europeo ha coltivato una superiorità sociale. [...] Questi arbitri del gusto non rappresentavano la media della popolazione. La loro influenza lasciò le molte congregazioni senza una musica in cui potessero identificarsi. L'interesse per il canto in chiesa diminuì, lasciando il posto al coro del quartetto. Il New England non avrebbe più udito le stimolanti note della melodia della fuga provenienti da tutte le parti del santuario. 
Il noto specialista di musica antica Joel Cohen, il cui ensemble ha eseguito gran parte della prima musica americana, offre la seguente valutazione di Mason:
Mason ha trascorso la sua lunga carriera cercando di "correggere" la fondamentale tradizione degli inni popolari americani e di sostituirla con qualcosa di blando, e peggio. È stato ricompensato per i suoi sforzi in gran parte di successo con fama, fortuna e un posto in tutti i libri di storia della musica standard, mentre i veri geni come l'anonimo armonizzatore di Midnight Cry giacciono in tombe anonime. 
La tradizione che Mason riesce in gran parte a sconfiggere si ritirò nell'entroterra rurale meridionale, dove resistette agli sforzi di conversione, sopravvivendo (ad esempio) alla musica dell'arpa sacra. Questo genere è diventato popolare quando gli americani (e anche gli europei) in tutte le regioni riscoprono la musica sacra americana pre-Lowell Mason.

## Parenti
Lowell Mason era il padre di Henry Mason (il fondatore della ditta Mason and Hamlin), nonché del compositore William Mason. Era il nonno di Daniel Gregory Mason, critico musicale e compositore, e di John B. Mason, un popolare attore teatrale di fine Ottocento e inizio Novecento. Il fratello gemello di Lowell, Johnson Mason, era il nonno di Louisville, l'architetto del Kentucky Mason Maury .